# PGC 214959
LEDA/PGC 214959 ist eine Spiralgalaxie im Sternbild Pegasus
nördlich der Ekliptik. Sie ist schätzungsweise 281 Millionen Lichtjahre von der Milchstraße entfernt. Vom Sonnensystem aus entfernt sich das Objekt mit einer errechneten Radialgeschwindigkeit von näherungsweise 6.100 Kilometern pro Sekunde. Nach Lage der Daten bildet sie gemeinsam mit NGC 7660 ein gravitativ gebundenes Galaxienpaar und mit PGC 214958 ein optisches Tripel.
Im selben Himmelsareal befinden sich unter anderem die Galaxien PGC 71372, PGC 71454, PGC 1781617, PGC 1810802.